# Nae meori sog-ui ji-ugae
Nae meori sog-ui ji-ugae (내 머리 속의 지우개?; lett. "Gomma da cancellare nella mia testa") è un film coreano del 2004, basato sul dramma televisivo Giapponese del 2001 intitolato, Pure Soul, trasmesso dalla Yomiuri Telecasting Corporation.
La pellicola segue il tema della scoperta di un rapporto e il dramma di una perdita causata dalla malattia di Alzheimer. Il film uscì in Corea del Sud, ufficialmente il 5 novembre 2004, riscuotendo grande successo, divenendo, il 5° film campione d'incassi per il 2004. Il film è stato molto apprezzato anche in Giappone, incassando 20.462.454 Dollari.

## Trama
Kim Su-jin è una disegnatrice di moda di 27 anni che sta attraversando un'importante crisi di coppia, con un collega sposato. Depressa, si reca in un negozio di alimentari, dove letteralmente si "scontra" con un ragazzo alto e affascinante, con il quale sperimenta un divertente malinteso.
A seguito della fine del rapporto con l'amante la giovane torna a casa dai genitori, ricevendo il perdono del padre, iniziando una nuova vita. Un giorno accompagna il padre sul lavoro, su un sito in costruzione, dove l'uomo dirige un'impresa edile.
Qui la ragazza incontra casualmente il giovane con il quale ebbe il malinteso al supermercato. Si tratta di Choi Chul-soo, il caposquadra del cantiere che aspira a diventare architetto. Chul-soo all'inizio, appare un semplice manovale edile, ma nasconde un grande fascino e un cuore ferito, difficile da conquistare, essendo una persona che ha vissuto un'infanzia molto difficile.
Su-jin immediatamente simpatizza con Chul-Soo, e, nonostante l'iniziale freddezza del ragazzo, nella nuova fase della vita che sta attraversando, lo corteggia attivamente, e alla fine si sposano. Su-Jin impara il mestiere di casalinga, pur non abbandonando il lavoro, e suo marito si occupa di lei.
Un giorno, improvvisamente, Su-jin, a seguito di un malore, inizia a manifestare piccole dimenticanze, compreso un incidente casalingo durante il quale si scatena, un piccolo incendio dovuto ad una pentola dimenticata su un fornello acceso. Chul-Soo interviene in tempo estinguendo le fiamme, ma la pericolosità di questo incidente e di altri simili spinge gli sposi a cercare un aiuto medico.
Interpellato un Neurologo questi, a seguito di approfondite analisi sulla ragazza, le diagnostica la malattia di Alzheimer. Su-Jin, provata dall'essere messa a conoscenza dell'irreversibilità del processo, del fatto che dimenticherà ogni cosa, compreso il marito, non rivela allo sposo la notizia finché Chul-soo non si reca di persona dal dottore.
Nonostante la malattia, prendono l'impegno di rimanere insieme, e, all'evolvere della malattia le prove che la coppia è chiamata ad affrontare crescono, a causa delle perdite di memoria di Su-jin, sempre più frequenti e gravi. Quando in Su-jin si evidenzia lo stadio finale della malattia, il cordoglio per la donna amata che Chul-soo ha tentato di controllare fino a quel momento prende il sopravvento, ed il giovane, chiamato a sopportare una così grande responsabilità, fa emergere la sua fragilità ogni volta che si allontana dalla moglie, scoppiando in lacrime.
Tuttavia rimane al fianco della donna amata. Su-jin, in un giorno di lucidità in cui ricorda la loro storia d'amore, scrive al marito una lettera con la quale dice di lasciarlo, facendosi ricoverare in una clinica lontana, in un luogo sconosciuto al coniuge. Chul-soo, ritrova la moglie, grazie al timbro postale di una lettera, per cui inizia ad andare a trovarla nascondendo i propri occhi velati di commozione dietro scurissime lenti di occhiali da sole, così che la donna non possa vedere le lacrime che "quello sconosciuto" sta versando davanti a lei. Un giorno Chul-soo inscena il primo incontro con Su-jin nel negozio, con tutti gli amici ed i parenti della ragazza, sperando in un piccolo recupero della memoria nella donna, ma ottiene un risultato inferiore alle aspettative. Su-jin fa un giro in auto col marito in una giornata di sole, e Chul-soo le dice di amarla.

## Premi e candidature
Grand Bell Awards del 2005
- Premio alla miglior Sceneggiatura, Adattamento - Yeong-ha Kim, John H. Lee

## Remake
Il film di Bollywood del 2008 U Me Aur Hum è ispirato a questa pellicola. Anche in questo lungometraggio, infatti, una donna è affetta dalla malattia di Alzheimer, ed un uomo rimane al suo fianco.